# 埃爾多拉多 (馬里蘭州)
埃爾多拉多（英語：Eldorado）是一個位於美國馬里蘭州多徹斯特縣的市鎮。

## 人口
根據2020年美國人口普查的數據，埃爾多拉多的面積為0.20平方千米，當中陸地面積為0.19平方千米，而水域面積為0.01平方千米。當地共有人口45人，而人口密度為每平方千米225人。